# Achampudur
Achampudur là một thị xã panchayat trong quận Tirunelveli trong bang Tamil Nadu của Ấn Độ.